# Präventionsziele
Präventionsziele sind auf die Vorbeugung gegen Krankheiten und Unfälle gerichtet. Durch zielgerichtete Maßnahmen in der Prävention sollen deutlichere Erfolge erreicht werden. Präventionsziele ermöglichen zudem eine bessere Überprüfung des präventiven Handelns. 
Für die Entwicklung von Präventionszielen gibt es kein standardisiertes Verfahren. Grundsätzlich kann zwischen datengestützten (retrospektives Element, objektive Bewertung) und expertengestützten Verfahren (retro- sowie prospektive Elemente, subjektive Bewertung) unterschieden werden. Eine Vorgehensweise zur Entwicklung von Präventionszielen, in der beide Ansätze miteinander verzahnt werden, wurde im Rahmen der Initiative Gesundheit und Arbeit erarbeitet. 
Eingesetzt wurde die Vorgehensweise bereits, um Präventionsziele für die Arbeitswelt (Daten von Berufsgenossenschaften sowie gesetzlicher Krankenversicherung) zu ermitteln sowie arbeitsweltbezogene Präventionsziele der gesamten gesetzlichen Krankenversicherung festzulegen. Aus den festgelegten Schwerpunkten, wie beispielsweise Erkrankungen der Haut, der Psyche oder durch Lärm, werden Oberziele, Teilziele und Maßnahmen abgeleitet.